# Loi relative aux recherches sur la gestion des déchets radioactifs
Pour les articles homonymes, voir Bataille (homonymie).
La loi n° 91-1381 du 30 décembre 1991 relative aux recherches sur la gestion des déchets radioactifs, dite loi Bataille du nom de son rapporteur Christian Bataille, est une loi française promulguée sous le gouvernement Cresson et qui institue un mécanisme de « compensations financières » pour les collectivités qui accueillent des déchets nucléaires.
L'industrie électronucléaire, mais également les secteurs médicaux, militaires et de la recherche utilisent des matières radioactives et produisent des déchets radioactifs. Ces matières et déchets radioactifs se caractérisent notamment par leur activité et leur durée de vie. La loi Bataille concerne les combustibles usés et les déchets ultimes issus du traitement des combustibles usés, ainsi que d'autres déchets de moyenne activité et à vie longue (déchets de procédé, sources scellées, déchets historiques).
Le cadre législatif introduit par la loi Bataille a été profondément rénové en juin 2006, à l'issue de la période de 15 ans maximum prévue par la loi Bataille pour rendre compte de l'évaluation des recherches sur la gestion des déchets radioactifs. Ainsi, ont été adoptées :
- la loi n°2006-686 du 13 juin 2006 relative à la transparence et à la sécurité en matière nucléaire, qui établit notamment le régime des installations nucléaires de base.

- la loi n°2006-739 du 28 juin 2006 de programme relative à la gestion durable des matières et déchets radioactifs.

## Historique

### Contexte
La loi no 91-1381 du 30 décembre 1991 est née des difficultés rencontrées par l'ANDRA à trouver un site pour l'implantation d'un laboratoire de recherche souterrain visant à permettre la conservation de déchets à très longue durée de vie.
Après quelques recherches menées par le Commissariat à l'énergie atomique (CEA) au cours des années 1960, le rapport Gruson lance en 1974 un véritable programme de recherche sur les sites français favorables au stockage des déchets radioactifs en couche géologique profonde et les critères de sélection d'un tel site. La France collabore au sein d'un programme européen à partir de 1976 et est alors plus spécifiquement chargée de l'étude des formations granitiques.
En janvier 1981, soit un peu plus d'un an après la création de l'Andra, un groupe de travail sur l'aval du cycle du combustible nucléaire est créé par le Conseil supérieur de la sûreté nucléaire (CSSN) à l'initiative du ministre de l'industrie Pierre Dreyfus. La commission présidée par le professeur Raimond Castaing se réunit entre 1982 et 1984 et étudie les possibles devenirs des combustibles nucléaires usés et des déchets radioactifs. Elle prend position en faveur du stockage géologique, en recommandant que d'autres formations géologiques que le granite soient étudiées. Elle introduit également la notion de « laboratoire souterrain »,.

### Les causes de la loi

Les zones soumises à reconnaissance géologique en 1988 et 1989

La stratégie retenue par le gouvernement implique alors dès ces années la réalisation de laboratoires souterrains. Un nouveau groupe de travail composé majoritairement de géologues est créé par le Conseil supérieur de la sûreté nucléaire à l'initiative d'Édith Cresson en juin 1985. En mai 1987, ce groupe de travail dirigé par le professeur Jean Goguel remet un rapport au gouvernement afin de définir les critères techniques pour juger de l'adéquation d'une formation géologique au stockage de déchets radioactifs. Sur cette base, l’Andra, alors une entité au sein du CEA, cherche en liaison avec le Bureau de recherches géologiques et minières (BRGM) des zones géologiquement propices à l'implantation d'un centre de stockage. Entre 1988 et 1989, quatre zones sont identifiées dans l'Ain, l'Aisne, le Maine-et-Loire et les Deux-Sèvres.
La reconnaissance géologique de ces zones commence sans concertation avec la population. De vives oppositions locales contraignent l'Andra à abandonner les recherches sur ces sites, malgré l'envoi de gardes mobiles pour assurer la protection des scientifiques. Afin de résoudre la situation et d'éviter des désordres graves, le premier ministre Michel Rocard décide d'un moratoire le 9 février 1990 pour une période d'au moins un an. Il saisit également le parlement qui fait appel à l'Office parlementaire d'évaluation des choix scientifiques et technologiques (OPECST) et confie à Christian Bataille la mission de revoir l'intégralité du dispositif. Christian Bataille remet son rapport en 1990.

## La loi et ses conséquences
Le 30 décembre 1991, la loi no 91-1381 dite loi Bataille organise les recherches sur la gestion des déchets radioactifs en trois axes : la séparation / transmutation, le stockage géologique et l'entreposage de longue durée.
Cette loi trace les contours d'un programme de recherche à réaliser pendant quinze ans et énonce que le Parlement devra se voir remettre en 2006 un rapport global d'évaluation de ces recherches. Trois axes de recherche ont été définis:
« - la recherche de solutions permettant la séparation et la transmutation des éléments radioactifs à vie longue présents dans ces déchets ;

- l'étude des possibilités de stockage réversible ou irréversible dans les formations géologiques profondes, notamment grâce à la réalisation de laboratoires souterrains ; 

- l'étude de procédés de conditionnement et d'entreposage de longue durée en surface de ces déchets. »
— Article 4 de la loi n°91-1381 du 30 décembre 1991 sur la gestion des déchets radioactifs
Le gouvernement a par ailleurs demandé au CEA de réfléchir aux concepts d'entreposage en subsurface, qui étudie cette question notamment à Marcoule (Gard).
La loi dispose que le stockage en France de déchets radioactifs importés, même si leur traitement a été effectué sur le territoire national, ce qui s'applique naturellement à l'usine de retraitement de la Hague, est interdit au-delà des délais techniques imposés par le traitement des combustibles usés.
La loi a par ailleurs introduit un contrôle parlementaire des travaux de recherche, via l'Office parlementaire d'évaluation des choix scientifiques et technologiques, auquel est soumis chaque année un rapport sur l'avancement des recherches, établi par une Commission Nationale d'Évaluation (CNE) composées d'experts nationaux et internationaux désignés par le Gouvernement, l'Assemblée nationale et le Sénat.

L'Andra est notamment chargée  : 
« de concevoir, d'implanter et de réaliser les nouveaux centres de stockage compte tenu des perspectives à long terme de production et de gestion des déchets et d'effectuer toutes études nécessaires à cette fin, notamment la réalisation et l'exploitation de laboratoires souterrains destinés à l'étude des formations géologiques profondes. »
— Article 13 de la loi n°91-1381 du 30 décembre 1991 sur la gestion des déchets radioactifs

La loi no 91-1381 définit les conditions de mise en place et d'exploitation des laboratoires souterrains dans les articles 6 à 12. Elle fixe des obligations de concertation locale avant tout travaux de reconnaissance  :
« Un médiateur, désigné par un arrêté du ministre chargé de l'énergie, est chargé de mener la concertation préalable au choix des sites sur lesquels des travaux préliminaires à la réalisation d'un laboratoire souterrain pourraient être menés. »
— Décret n°92-1311 du 17 décembre 1992 portant application de l'article 6 de la loi n°91-1381 du 30 décembre 1991 sur la gestion des déchets radioactifs
Le député Christian Bataille, rapporteur de la loi, est nommé médiateur par arrêté le 17 décembre 1992. À l'issue du processus de concertation, trois sites sont retenus et l'Andra démarre en 1994 des travaux de reconnaissance géologique. Sur ces sites, des enquêtes publiques sont menées, la Direction de la Sûreté des Installations Nucléaires rédige ses conclusions et le gouvernement décide en décembre 1998 l'implantation d'un laboratoire sur le site de Bure : c'est le laboratoire de recherche souterrain de Meuse/Haute-Marne.
Parmi les 3 sites étudiés entre 1994 et 1997, le site de la Vienne est le seul disposant d'une géologie granitique. Les conclusions de la DSIN sont défavorables sur ce site du point de vue hydrogéologique. Après la sélection du site de Bure, le gouvernement décide de poursuivre les recherches pour trouver un site dans le granite et créé la Mission collégiale de concertation granite. Pierre Boisson, Philippe Huet et Jean Mingasson sont désignés membres de la mission de concertation par arrêté le 19 novembre 1999. Ils rendent leur rapport le 27 juillet 2000.
Enfin, la loi prévoit la constitution d'un groupement d'intérêt public (GIP) chargé de mettre en œuvre les mesures d'accompagnement économique à l'implantation de chaque laboratoire.

## Recherches initiées par la loi
Stratégie et Programmes de Recherches sur la gestion des déchets radioactifs à haute activité et à vie longue - Ministère délégué à l'Enseignement supérieur et à la Recherche
Articles de l'ASN.

### Commission nationale d'évaluation
Présentation de la Commission nationale d’évaluation

### Axe 1: séparation et transmutation
Le CEA est chargé de mener les recherches sur la séparation poussée et la transmutation des éléments radioactifs à vie longue contenus dans les déchets.
Traitement du combustible usé - Site de Marcoule - - .

#### Installations de recherche

##### Transmutation
Phénix - arrêt de Superphénix en 1997.
Voir surgénération pour l'idée générale.

### Axe 2: stockage en couche géologique
L'Andra est chargée de mener les recherches sur le stockage des déchets radioactifs en couche géologique profonde.

#### Installation de recherche
Dans le cadre des recherches sur l'axe 2, l'Andra réalise et exploite le laboratoire de recherche souterrain de Meuse/Haute-Marne.

### Axe 3: conditionnement et entreposage de longue durée
Le CEA est chargé de mettre en œuvre des recherches sur le conditionnement et l'entreposage de longue durée des combustibles nucléaires usés et des déchets radioactifs HAVL et MAVL. Des installations de conditionnement et des entreposages avec des durées de vie de l'ordre de 50 ans existent à Marcoule (atelier de traitement des déchets solides, entreposage intermédiaire polyvalent par exemple) et à La Hague (ateliers de vitrification, de compactage des coques et embouts, entreposages EEV/SE et R7/T7).
À partir de 1997 et à la suite du rapport de la CNE, les recherches sur l'axe 3 sont renforcées et le CEA produit un effort de structuration de ces recherches. Il réalise des dossiers de conception pour des entreposages de durée de vie 300 ans, en surface ou subsurface. Différents concepts sont explorés puis étudiés.

#### Installations de recherche
Dans le cadre de ces recherches, le CEA fonde la plate-forme technologique du Cecer (Centre d’expertise sur le conditionnement et l’entreposage des matières radioactives).

##### Galatée
Galatée (GALerie Activités de Tests pour l’EntreposagE) est un démonstrateur de galerie d'entreposage de déchets HA ou de combustibles usés. Une partie de la galerie abrite des maquettes de différents équipements d'un entreposage (hotte et engin porteur, bouchon de radioprotection) tandis qu'une autre partie est destinée à l'expérimentation du comportement du béton de revêtement sous l'effet d'une augmentation de la température (simulant la présence de déchets ou de combustibles usés exothermiques).

#### Communication
- Visiatome

## Textes juridiques
- LOI no 91-1381 du 30 décembre 1991 relative aux recherches sur la gestion des déchets radioactifs (INDX9100071L)
- Décret no 92-1311 du 17 décembre 1992 portant application de l'article 6 de la loi no 91-1381 du 30 décembre 1991 sur la gestion des déchets radioactifs (INDE9200929D)
- Décret no 92-1366 du 29 décembre 1992 relatif aux groupements d'intérêt public institués par l'article 12 de la loi no 91-1381 du 30 décembre 1991 relative aux recherches sur la gestion des déchets radioactifs (INDE9200931D)
- Décret no 92-1391 du 30 décembre 1992 relatif à l'Agence nationale pour la gestion des déchets radioactifs (INDE9200932D)
- Arrêté du 3 mars 1993 chargeant la mission Energie atomique du contrôle de l'Agence nationale pour la gestion des déchets radioactifs (ECOU9300003A)
- Décret no 93-940 du 16 juillet 1993 portant application de la loi no 91-1381 du 30 décembre 1991 sur la gestion des déchets radioactifs et relatif à l'autorisation d'installation et d'exploitation d'un laboratoire souterrain (INDE9300545D)
- Décret du 13 août 1993 portant désignation d'un parlementaire en mission temporaire (PRMX9300580D)
- Décret du 27 janvier 1994 portant nomination à la Commission nationale d'évaluation des recherches sur la gestion des déchets radioactifs à haute activité et à vie longue (INDE9300874D)
- Décret du 24 mars 1995 autorisant l'Agence nationale pour la gestion des déchets radioactifs à exploiter le centre de stockage de déchets radioactifs de la Manche (INDF9500190D)
- Décret du 24 mars 1995 autorisant l'Agence nationale pour la gestion des déchets radioactifs à exploiter le centre de stockage de déchets radioactifs de l'Aube (INDF9500187D)